# Veliko Polje (Obrenovac)
Veliko Polje (em cirílico:Велико Поље) é uma vila da Sérvia localizada no município de Obrenovac, pertencente ao distrito de Belgrado, na região de Posavina. A sua população era de 1930 habitantes segundo o censo de 2009.

## Demografia
| 1948  | 1953  | 1961  | 1971  | 1981  | 1991  | 2002  |
| ----- | ----- | ----- | ----- | ----- | ----- | ----- |
| 1 397 | 1 429 | 1 473 | 1 402 | 1 454 | 1 665 | 1 820 |